# Undaan Lor (Undaan)
Undaan Lor is een bestuurslaag in het regentschap Kudus van de provincie Midden-Java, Indonesië. Undaan Lor telt 7375 inwoners (volkstelling 2010).